# Wu Jingzi
Pour les articles homonymes, voir Wu.
Dans ce nom, le nom de famille, Wu, précède le nom personnel.
Œuvres principales
Chronique indiscrète des mandarins
Wu Jingzi (chinois 吳敬梓, EFEO Wou King-tseu), né en 1701 à Quanjiao au Anhui, mort en 1754, est un écrivain chinois de la dynastie des Qing, auteur du roman Chronique indiscrète des mandarins (儒林外史) sur la vie des fonctionnaires.
Son prénom social est Minxuan.

## Biographie
Si ses grands-oncles et grand-père réussissent sans difficultés les examens impériaux, en revanche le père de Wu Jingzi ne fait preuve que d'une réussite toute relative aux examens et dans sa carrière de mandarin. De là vient peut-être la répulsion de Wu Jingzi pour les examens et les carrières officielles. Wu devient en effet bachelier à l'âge de vingt ans. Mais son père meurt trois ans après et Wu renonce à passer les examens suivants. Il s'éloigne de sa famille en allant s'installer à l'âge de trente-trois ans à Nankin. Il vit dès lors dans la pauvreté, se consacrant à l'écriture. Yangzhou est le lieu de résidence de ses dernières années. Son œuvre principale, Chronique indiscrète des mandarins, a sans doute été rédigée entre 1723 et 1735 à Nankin.